# Thlypopsis inornata
Thlypopsis inornata е вид птица от семейство Тангарови (Thraupidae).

## Разпространение
Видът е разпространен в Еквадор и Перу.